# Józef Klukowski (pływak)
Józef Ireneusz Klukowski (ur. 5 lutego 1946 w Gdańsku) – polski pływak, pracownik naukowy, olimpijczyk z Meksyku 1968.
Specjalista stylu klasycznego. Najlepszy polski specjalista w tym stylu w drugiej połowie lat 60. XX wieku. W latach 1960–1971 reprezentował klub Flota Gdynia.
Mistrz Polski w pływaniu stylem klasycznym na dystansie:
- 100 metrów w latach 1966–1969, 1971
- 200 metrów w latach 1966–1968, 1971

Wielokrotny rekordzista Polski na basenie 25-metrowym (16) i 50-metrowym (14).
Pracownik naukowy AWF w Gdańsku.
Na igrzyskach olimpijskich w 1968 roku wystartował na 100 metrów stylem klasycznym (odpadł w półfinale) oraz na 200 metrów (odpadł w eliminacjach).
Członek Grupy Pływackiej Masters w Gdyni. W roku 2008 został wicemistrzem świata weteranów (w kategorii wiekowej 60-64 lata) na dystansie 50, 100, 200 metrów stylem klasycznym.